# Audoin
Audoin (* um 515; † um 560) war von etwa 546 bis 560 (546–566 oder 547/548–552?) dux (Herzog) oder rex (König) der Langobarden.

## Familie
Audoins Mutter war Menia († nach 510), die Witwe des Thüringerkönigs Bisinus, die in zweiter Ehe Audoins langobardischen Vater aus dem Geschlecht der Gausen heiratete. Seine Halbschwester Raicunda, aus der ersten Ehe seiner Mutter, war die erste Gemahlin des Königs Wacho und Stiefmutter seines Mündels Walthari.
Audoin war in erster Ehe mit Rodelinde verheiratet, mit der er den Sohn Alboin hatte.
In zweiter Ehe heiratete er eine Tochter des Thüringerkönigs Herminafried und der Amalaberga, Nichte Theoderichs des Großen.

## Leben

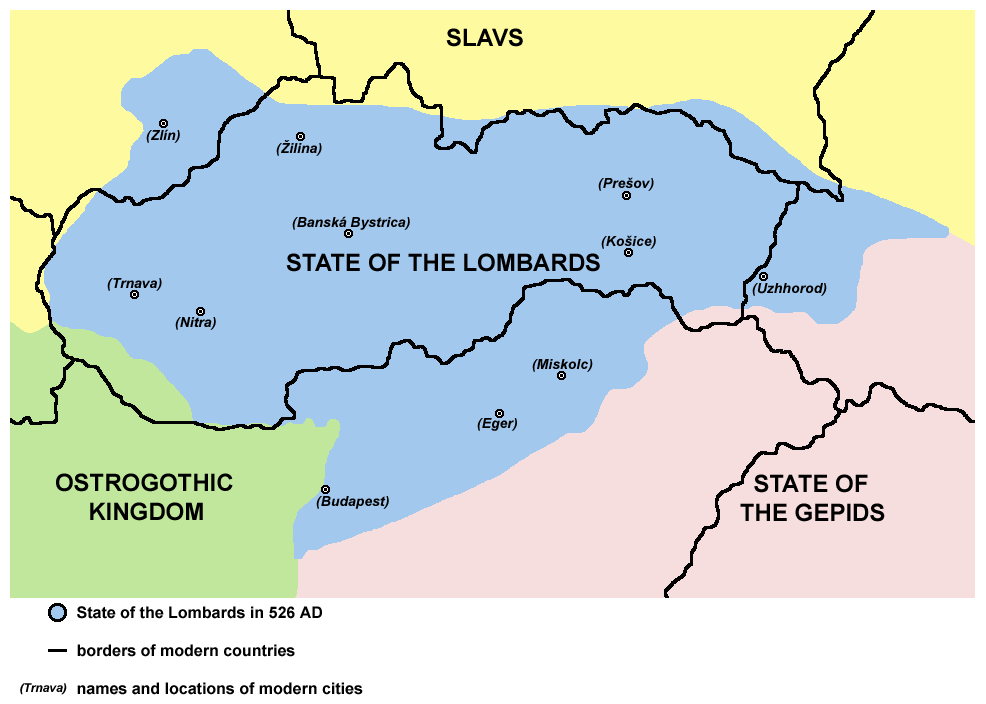
Langobardisches Siedlungsgebiet an der mittleren Donau

Aus Audoins Kindheit und Jugend ist nichts überliefert. Audoin war zunächst nach dem Tod König Wachos (539/540) Regent für den unmündigen König Walthari. 546 starb Walthari unter unklaren Umständen. Audoin erklärte sich nun selbst zum König. Gegen Audoin erhob Hildigis aus der vorhergehenden Lethinger-Dynastie, der bei den Gepiden im Exil lebte, erfolglos Thronansprüche.
Während das oströmische Reich unter Justinian I. in Italien noch mit dem Krieg gegen die Ostgoten beschäftigt war, bedeutete es für den Kaiser eine gewisse Entlastung, dass die Langobarden gegenüber den Gepiden, die seit längerem einen Unruheherd an der Donau darstellten, ein Gegengewicht in diesem Raum darstellten. Audoins Außenpolitik war ganz auf eine Kooperation mit Justinian angelegt und er wurde damit zu einem wichtigen oströmischen Verbündeten. Er wurde Föderat des Kaisers Justinian I. und erhielt von diesem Land zugewiesen. Die Langobarden verlegten darauf ihren Siedlungsraum um 547 an die untere Donau nach Pannonien, ganz in der Nähe der Gepiden.
Audoin verstieß zwischen 540 und 552 seine erste Frau Rodelinde und heiratete, von Justinian arrangiert, eine Tochter des Thüringerkönigs Herminafried, die mütterlicherseits mit Theoderich dem Großen verwandt war, sodass sich sowohl die Ostgoten als auch die Franken Audoin gegenüber entfremdeten, von dem sie Thronansprüche im Ostgotenreich in Italien und im Thüringer Reich befürchteten.
Im Jahr 547 brach schließlich der Krieg mit den Gepiden offen aus, wobei die Langobarden durch oströmische Hilfstruppen unterstützt wurden. Angesichts dieser Übermacht willigte der Gepidenkönig Turisind in einen Waffenstillstand ein. Dennoch kam es 552 erneut zu Feindseligkeiten, wobei die Langobarden die Gepiden in der Schlacht auf dem Asfeld besiegten. Turismod, der Sohn des Gepidenkönigs Turisind, wurde von Alboin getötet. Schließlich vermittelte Justinian I. einen Friedensschluss.
Nunmehr war Audoin bestrebt, die Beziehungen zu den Franken zu verbessern und verheiratete seinen Sohn Alboin mit einer Tochter Chlothars I. Um 560 starb Audoin. Sein Nachfolger wurde Alboin.

## Rezeption
Der im 7. Jahrhundert niedergeschriebene Origo Gentis Langobardorum („Ursprung des Geschlechts der Langobarden“) erwähnt Audoin mit zwei Sätzen: Et post waltari regnavit auduin; ipse adduxit langobardos in Pannonia. Et regnavit albuin, filius ipsius, post eum, … (Nach Waltari herrschte Audoin, er selbst führte die Langobarden nach Pannonien. Dann herrschte Alboin, sein Sohn, nach ihm, …).
Im späten 8. Jahrhundert hat Paulus Diaconus in seiner Historia Langobardorum (Geschichte der Langobarden) Audoin schon sagenhafte Ereignisse zugeschrieben.
Im altenglischen Gedicht Widsith im Exeter Book aus dem späten 10. Jahrhundert hatte Eadwine (Audoin) neben dem Sohn „König“ Ælfwine (Alboin) in Italien noch eine Tochter Königin Ealhhild.
1725 komponierte Georg Friedrich Händel die Oper Rodelinda, regina de Longobardi (HWV 19) über Audoins erste Frau.
Felix Dahn klagte 1902: Die langobardische Sage hat den Kern der geschichtlichen Ueberlieferung über ihn bis zur Unkennbarkeit überwuchert.